# Княз Пожарский (фрегата, 1867)
Княз Пожарский (на руски: Князь Пожарский) e броненосен крайцер (рангоутна броненосна батарейна фрегата) на Руския императорски флот. Първият руски броненосен кораб, който плава зад пределите на Балтика.

## История на проекта
Проектът е разработен в рамките на конкурса за проекти на железни броненосци от 1863 г., като „батареен съд от голям ранг“, през 1864 г. е класифициран като „осеморъдейна батарейна корвета“. Голямо влияние върху разработката му оказва строящият се в Англия броненосец „Белерофонт“ (HMS Bellerophon (1865)). На 21 октомври 1864 г. е подписан договорът за строителството му.

## Строителство
Строи се в Санкт Петербург в корабостроителницата „Галерный остров“ от английския изпълнител К. Митчел под наблюдението на корабния инженер щабскапитан А. Ф. Соболев.
Зачисляването в списъците на корабите е на 29 май 1865 г. Работите по строителството му започват на 18 ноември 1864 г. Спуснат е на вода на 31 август 1867 г. Приет от хазна през 1869 г. Стойността на корпуса е 1 035 479 рубли, на машините – 384 140 рубли.
През 1871 г., по забележка на началника на броненосната ескадра, адмирал Бутаков Г. И., вместо бойната рубка за защита от пушечен огън са монтирани броневи листове с дебелина 50,8 мм. През 1872 г., по разпореждане на адмирал А. А. Попов, са изменени рангоута и диферентовката.

## История на службата
Влиза в строй през 1873 г. под командването на капитан 2-ри ранг Басаргин.
От 1873 г. до 1875 г. – средиземноморски и трансатлантически поход под командването на Басаргин, които стават първи за руски цялометален кораб. По време на похода, през 1873 г., от тиф умират трима матроса Иван Любимкин, Николай Калутин и Василий Зорин. Техните гробове се намират в гробището на военната болница в Нетли, която е разположена в парка Виктория, Саутхамптън. От неизвестна инфекция, през 1874 г., загиват още трима матроса, те са погребани в гробище на гръцкия остров Корфу. По това време старши корабен лекар е Б. А. Кьорбер.
Със завръщането си от похода, през есента на 1875 г., „Княз Пожарский“ влиза за ремонт с модернизация: преправена е парната машина; вместо шестте котела са поставени осем нови; потавена е допълнителен сглобяем комин; корпусът е покрит с едноредна (на проходни болтове) дървена обшивка и цинкови листове; добавени са приспособления за използване на прътни, метателни и буксируеми мини. Височината на гротмачтата, от палубата до топа е 16,5 м; маса на рангоута – 135 тона. С новия такелаж и рангоут площта на ветрилата съставлява около 2200 м². Общо екипажа нараства на 494 човека (24 офицера и 470 матроса).
Изпитанията в Балтийско море започват на 10 юли и продължават до 25 ноември 1877 г. На есенните изпитания корабът достига скорост от 11,9 възела при налягане на парата от 1,54 атмосфери, мощност 2214 к.с. и газене 6,26 метра (максималният резултат от 1872 година е 10,8 възела).
През април 1880 г. „Княз Пожарский“, по заповед, отплава от Пирея за Далечния изток, където влиза в състава на 2-ри отряд под командването на контраадмирал Асланбегов („Княз Пожарский“, „Азия“, „Крейсер“, „Разбойник“, „Забияка“ и „Абрек“) ескадрата на Тихия океан на вицеадмирал Лесовский.
От 12 май до 6 август 1890 г. излиза в морето от Кронщад и обратно под флага на командващия учебната ескадра контраадмирал Геркен с младши кадети в учебно плаване. Посещава Бьорке, Хелсингфорс, и Ревел.
Изключен е от списъците на флота на 14 април 1911 година.

## Командири на кораба
- до 1867 капитан 1-ви ранг Александр Андреевич Куприянов
- 1867 – 1877 капитан-лейтенант (от 1 януари 1873 капитан 2-ри ранг) Владимир Григориевич Басаргин
- 1880 – 1881 капитан 1-ви ранг Павел Петрович Тиртов
- от 18 март 1885 г.[6] капитан 1-ви ранг Степан Осипович Макаров
- от 1 януари 1895 г. капитан 1-ви ранг Николай Дмитриевич Баранов
- 11 май 1899 – 10 август 1899 капитан 1-ви ранг Иван Иванович Стронский
- 1905 – 30 януари 1906 капитан 1-ви ранг Владимир Константинович Гирс
- 30 януари 1906 – 1907 капитан 1-ви ранг Владимир Симонович Сарнавский
- 1907 – 1908 капитан 1-ви ранг Вениамин Николаевич Протопопов
- от 1908 капитан 1-ви ранг (полковник от адмиралтейството) Константин Клитович Андржиевский

## Известни хора, които са служили на кораба
- 1900 – 1904 лейтенант Николай Михалович Белкин.[7]
- Алексей Михайлович Абаза, впоследствие адмирал.
- Фьодор Карлович Авелан, впоследствие адмирал и морски министър.
- Евгений Иванович Алексеев, впоследствие адмирал и императорски наместник в Далечния изток.
- Степан Яковлевич Гумильов
- Фьодор Кирилович Дриженко, впоследствие генерал на Хидрографския корпус, руски учен-хидрограф, известен изследовател на езерото Байкал.
- Пьотър Василиевич Иванов, впоследствие контраадмирал, участник в Цушимското сражение.
- Михаил Константинович Истомин, впоследствие капитан 1-ви ранг, участник в Цушимското сражение.
- Бернхард Августович Кьорбер, лекар, впоследствие учен по хигиена, съдебен медик, микробиолог, професор в Тартуския университет
- Александър Василиевич Колчак, впоследствие адмирал, полярен изследовател, учен-океанограф, по-късно главнокомандващ антиболшевишките сили (т.нар. Бяла гвардия) по време на Гражданската война в Русия от 1917 – 1922 г.
- Михаил Осипович Меншиков, публицист, обществен деятел, един от идеолозите на руското национално движение.
- Григорий Павлович Чухнин, впоследствие вицеадмирал и командващ Черноморския флот.
- Андрей Петрович Щер, впоследствие морски офицер, лейтенант, участник и герой от Руско-японската война.

## Интересни факти
- Михаил Осипович Меншиков в редица издания публикува очерци от задграничното си плаване на фрегатата „Княз Пожарский“, а през 1879 г. те са издадени в отделна книга наречена „По портовете на Европа“.